# Dick Ukeiwé
Dick Ukeiwé (ur. 13 grudnia 1928 w Lifou, zm. 3 września 2013 w Numei) – francuski i nowokaledoński polityk, nauczyciel oraz samorządowiec, eurodeputowany III kadencji, senator.

## Życiorys
Z wykształcenia nauczyciel (z dyplomem BEPC), pracował w szkołach podstawowych. Zaangażował się w działalność polityczną w ramach ruchu gaullistowskiego, dołączył do Zgromadzenia na rzecz Republiki, był też wiceprezesem afiliowanej partii nowokaledońskiej Rassemblement pour la Calédonie dans la République. Zasiadał w radzie miejscowości Dumbéa. Od 1957 wybierany do zgromadzenia Nowej Kaledonii, pełnił funkcję jego przewodniczącego w latach 1975–1976 i 1977–1978. Przewodniczył też tamtejszej administracji wykonawczej w latach 1979–1982 i 1984–1989. Deklarował się jako przeciwnik niepodległości Nowej Kaledonii.
W latach 1983–1992 wchodził w skład francuskiego Senatu. Od 1989 do 1994 sprawował mandat posła do Parlamentu Europejskiego III kadencji.
Odznaczony Legią Honorową IV klasy i Orderem Narodowym Zasługi IV klasy.